# Ходжаев, Халид-Саид
Халид-Саид Ходжаев (азерб. Xalid Səid Xocayev, 1888—1937) — узбекско-азербайджанский языковед, тюрколог, сыграл большую роль в переходе азербайджанского языка на латинский алфавит. Жертва сталинских репрессий.

## Биография
Халид-Саид Ходжаев родился в 1888 году в селе Кош-Курган, недалеко от Ташкента. Первоначальное образование получил в медресе Ташкента. Большое желание учиться привело его в Турцию, где в 1914 году он поступил в Стамбульский Университет на медицинский факультет. Проучившись там 2 года, Халид-Сеид перевёлся на историко-филологический факультет, завершив своё образование в 1918 году.
В 1918 году Халид-Саид приехал из Турции в Азербайджан, где занялся преподавательской работой в средних и высших учебных заведениях Гянджи и Баку, позднее поступил на работу в Азербайджанский филиал Академии Наук СССР. После национально-территориального размежевания в Средней Азии (1924 год), Ходжаев работал также в постпредстве Узбекистана, принимая активное участие в организации обучения молодых узбекских специалистов в учебных заведениях Азербайджана.
Халид-Саид Ходжаев являлся одним из организаторов и делегатом Первого Тюркологического съезда в Баку (1926 г.). Свободно владел 12-ю языками. Является автором большого количества научных работ по тюркскому языкознанию, а также первого перевода словаря восточнотуркестанского филолога Махмуда аль-Кашгари, «Диван-лугат-ат-Турк».

### Арест. Смерть
В 1937 году Халид-Саид Ходжаев был арестован по подозрению в «контрреволюционной деятельности» и расстрелян в октябре того же года.

## Семья
В Азербайджане Ходжаев женился на Ситаре Рза-гызы Талышинской. Их дочь — Бахиджа Ходжаева-Мамедова.

## Научная деятельность

### Научные достижения
- Ходжаев перевёл на азербайджанский язык словарь Махмуда аль-Кашгари, «Диван-лугат-ат-Турк»[2].
- Автор большого количества работ по стилистике, синтаксису и грамматике тюркских языков, грамматике персидского языка.
- Переводил древнетюркские Орхонские надписи[3].
- Ходжаев владел 12-ю языками, в том числе арабским, персидским, турецким, русским и другими.
- Принимал активное участие в организации мероприятий по переводу письменности тюркских языков с арабского на латинский алфавит[4], подробно изложив историю вопроса в своей книге «Воспоминания о работе по новому алфавиту» («Yeni elifba yolunda seyahet», Баку, 1929); Участвовал в подготовке и проведении в Баку Первого Тюркологического съезда (1926 г.), был делегатом съезда.

### Основные труды
- Научно-прокомментированные старые тексты с соответствующим переводом (перевод с арабского на тюркский язык словаря «Диван лугат-ат Турк» Махмуда ал-Кашгари).
- Историческая грамматика тюркского языка (на основе «Диван-лугат-ат-Турк» Махмуда аль-Кашгари).
- Сравнительная грамматика турецкого, узбекского и казахского языков.
- Воспоминания о работе по новому алфавиту.
- Краткая стилистика тюркских языков. Баку, 1934 г.
- Теория стилистики.
- Подробный синтаксис.
- Лекции по Джагатайской литературе.
- Теория тюркской литературы.
- Краткий обзор истории Туркестана.
- Грамматика иранского языка.
- Комментированное исследование Орхонской надписи.
- Русский язык для тюркской школы (учебник).
- Перевод романа Абдуллы Кадыри, «Минувшие дни» с узбекского языка на азербайджанский.
- Перевод художественного произведения Решада-Нури Гюнтекина, «Королёк — птичка певчая» с турецкого языка на азербайджанский.